# Epilogo

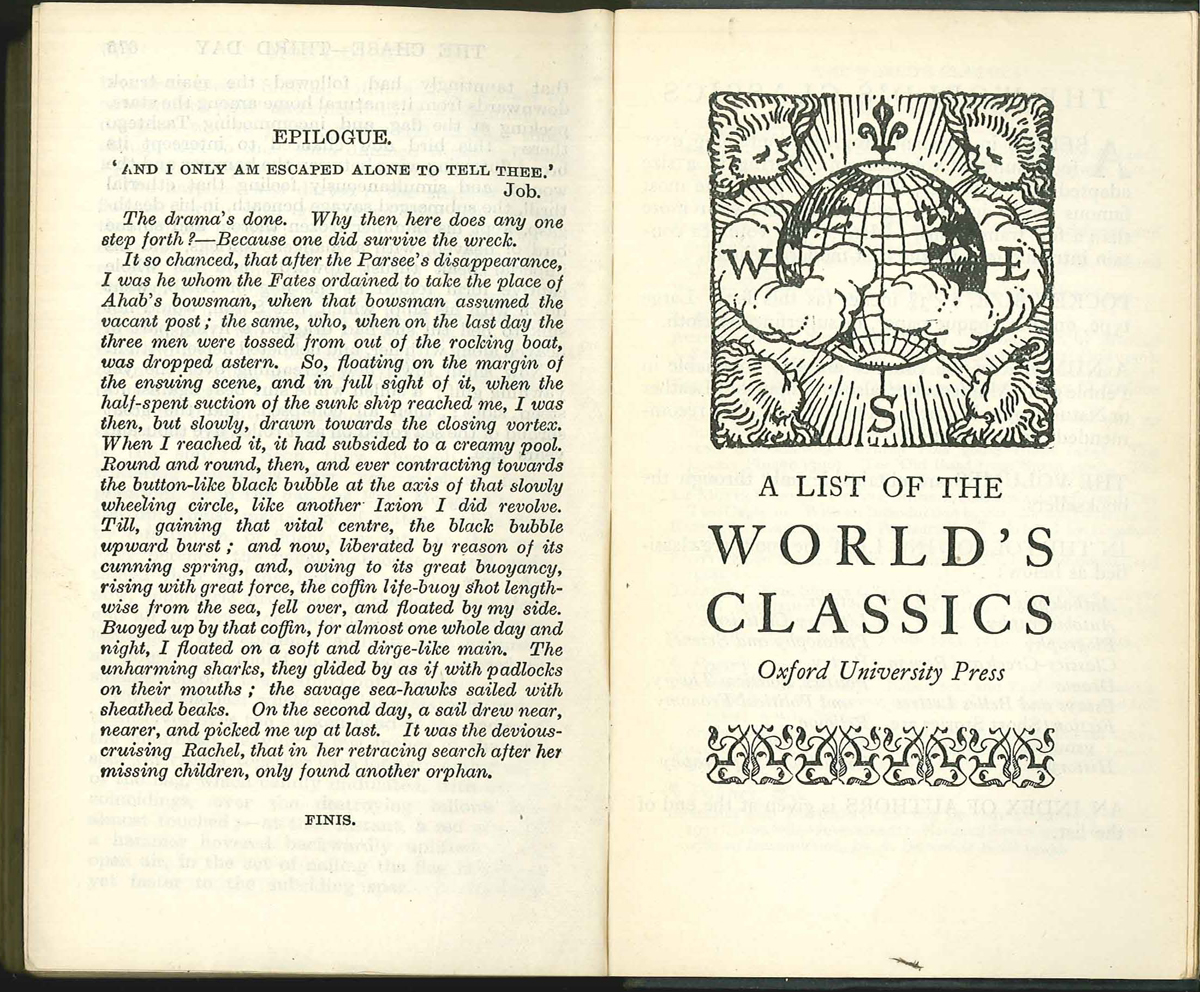
Epilogo di Moby Dick di Herman Melville

Epilogo, dal greco ἐπιλέγως epilogos; da  ἐπί- (dopo) e λόγος (discorso) è la scena conclusiva di un'opera teatrale o il capitolo conclusivo di un'opera letteraria.
Questo termine designa in generale una parte finale aggiunta ad un discorso, ad un'opera. È una parte completa, come un piccolo capitolo a sé stante. È l'opposto del prologo e, mentre il primo serve a presentare al lettore i personaggi prima dell'azione, l'epilogo può essere utilizzato per far conoscere gli sviluppi futuri della vicenda.